# Vedi
Vedi (em armênio: Վեդի), é uma cidade na província de Ararate da Armênia, situada ao longo do rio Vedi. Segundo o censo de 2011, a população da cidade era 11 384. A cidade abriga um dos proeminentes produtores armênios de vinho e brandy, a empresa VediAlco, fundada em 1956.

## Gallery

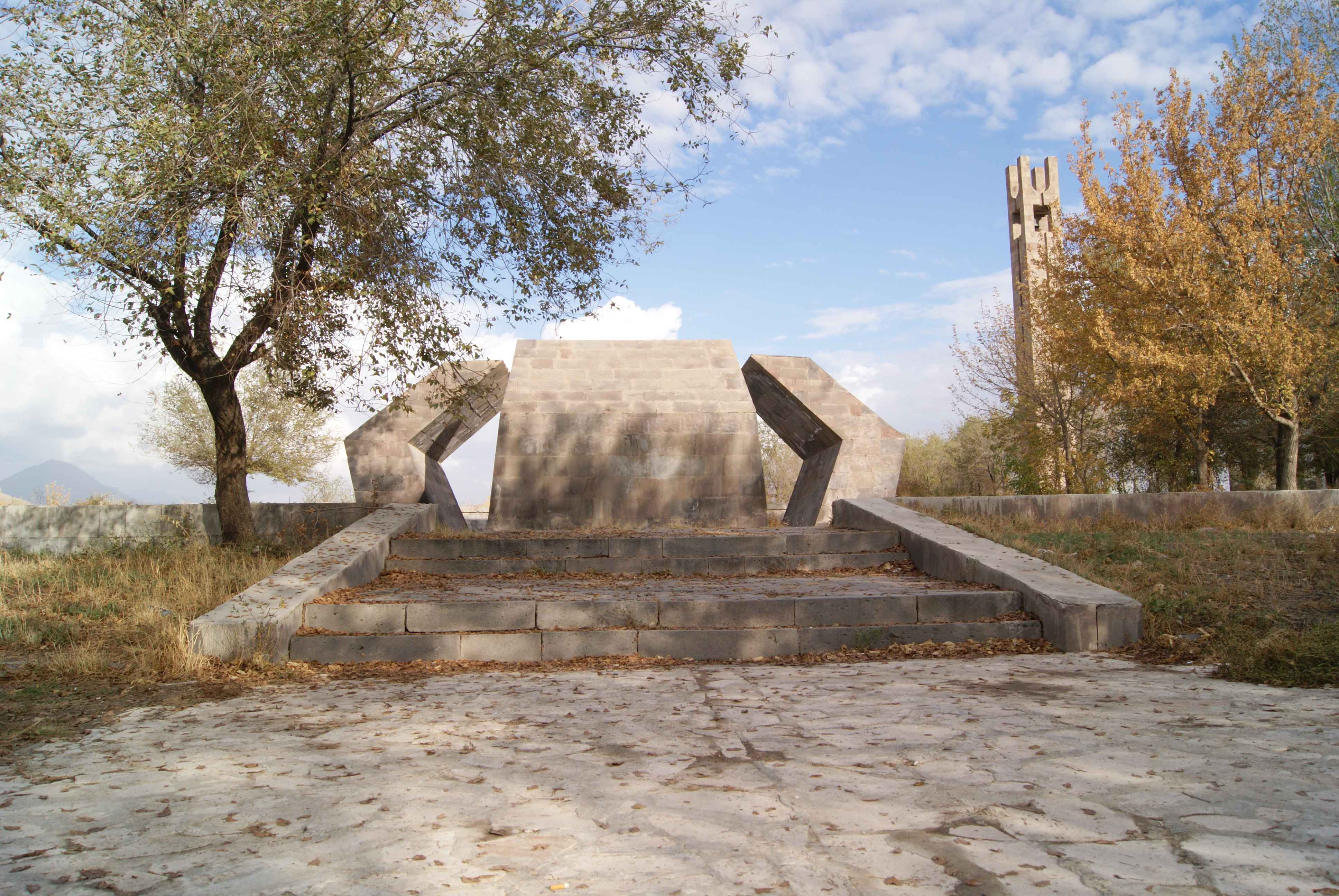
Memorial da II Guerra Mundial
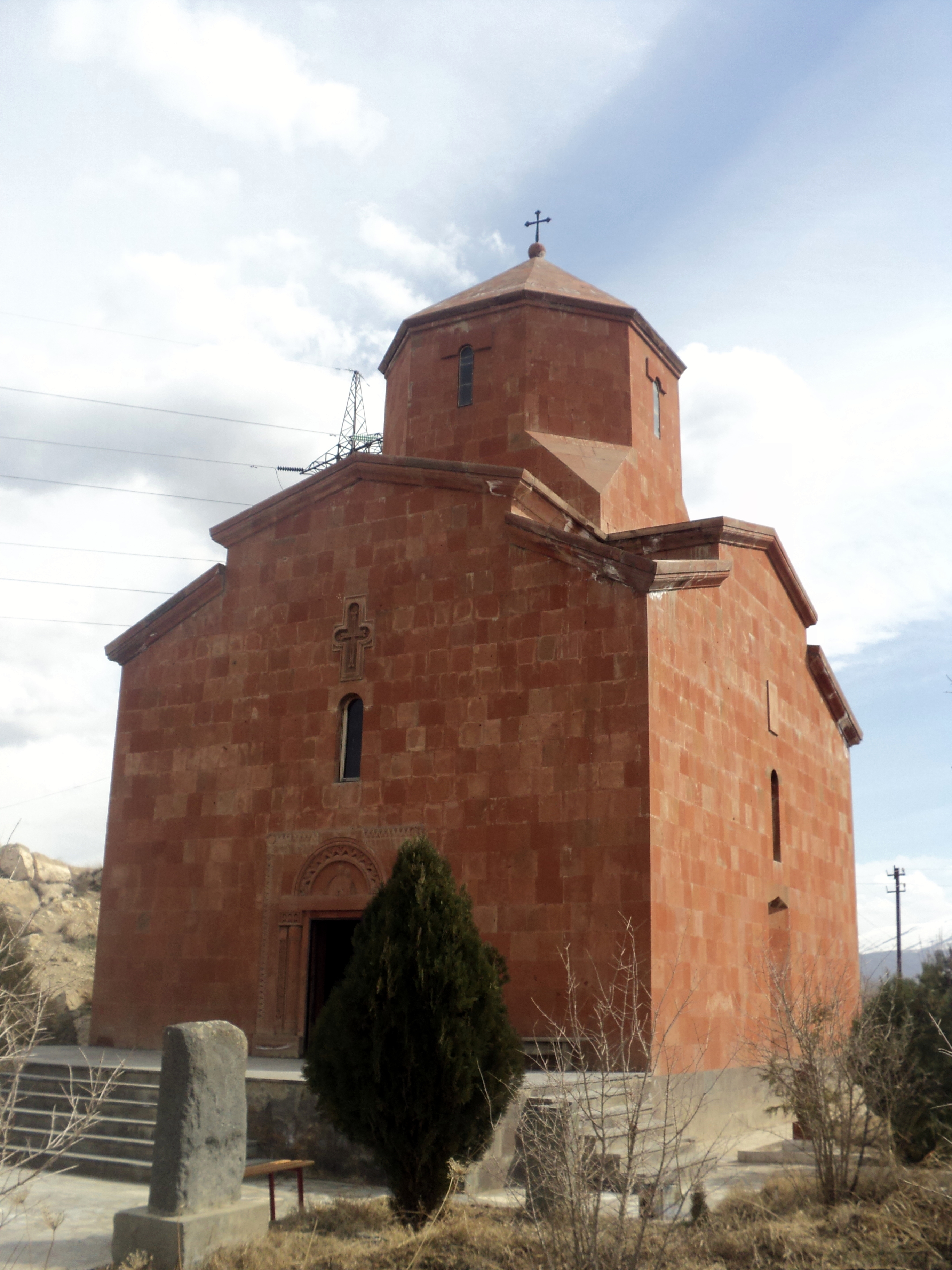
Igreja da Santa Mãe de Deus (Surb Astvacacin)
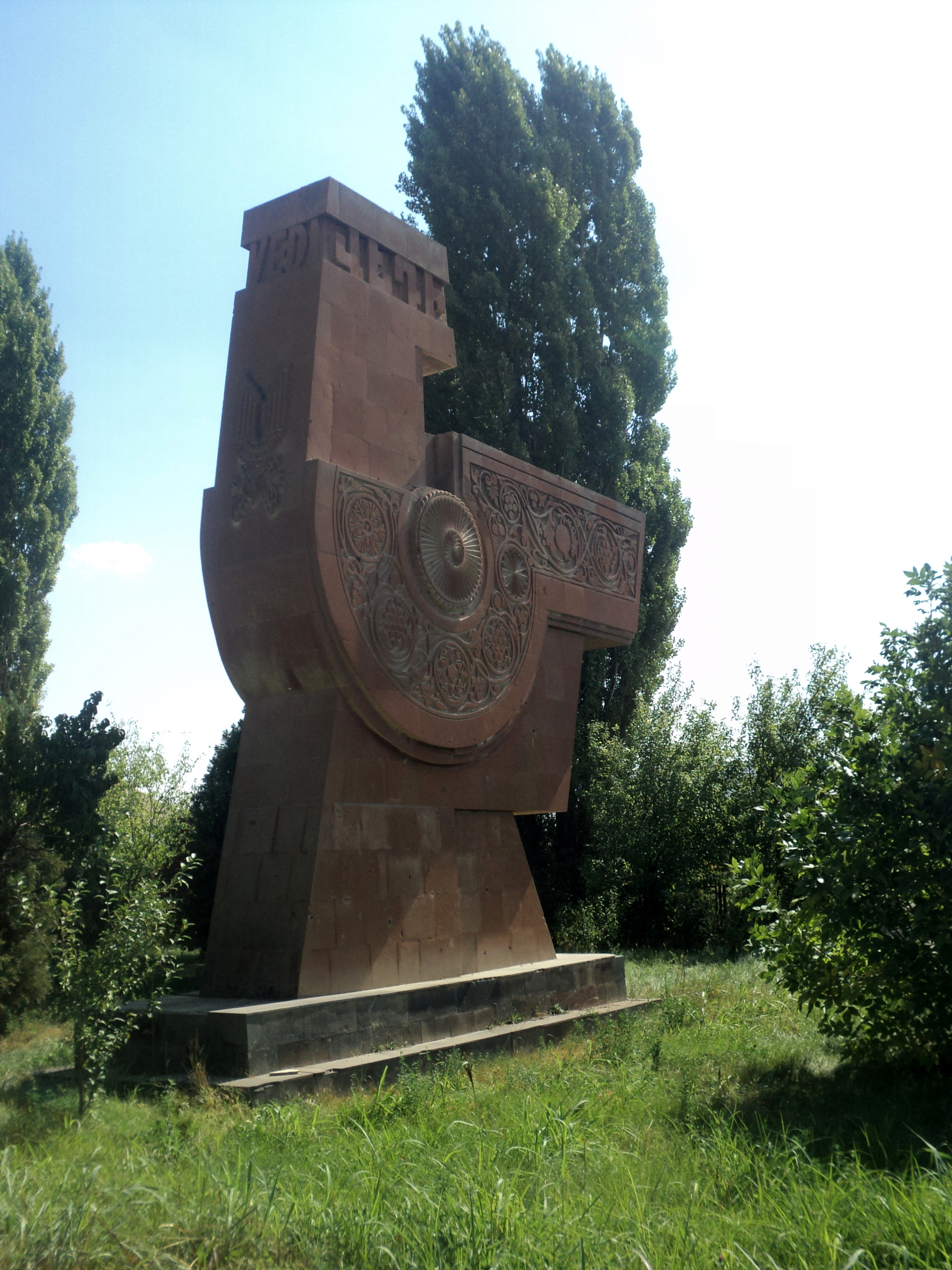
Monumento na entrada de Vedi
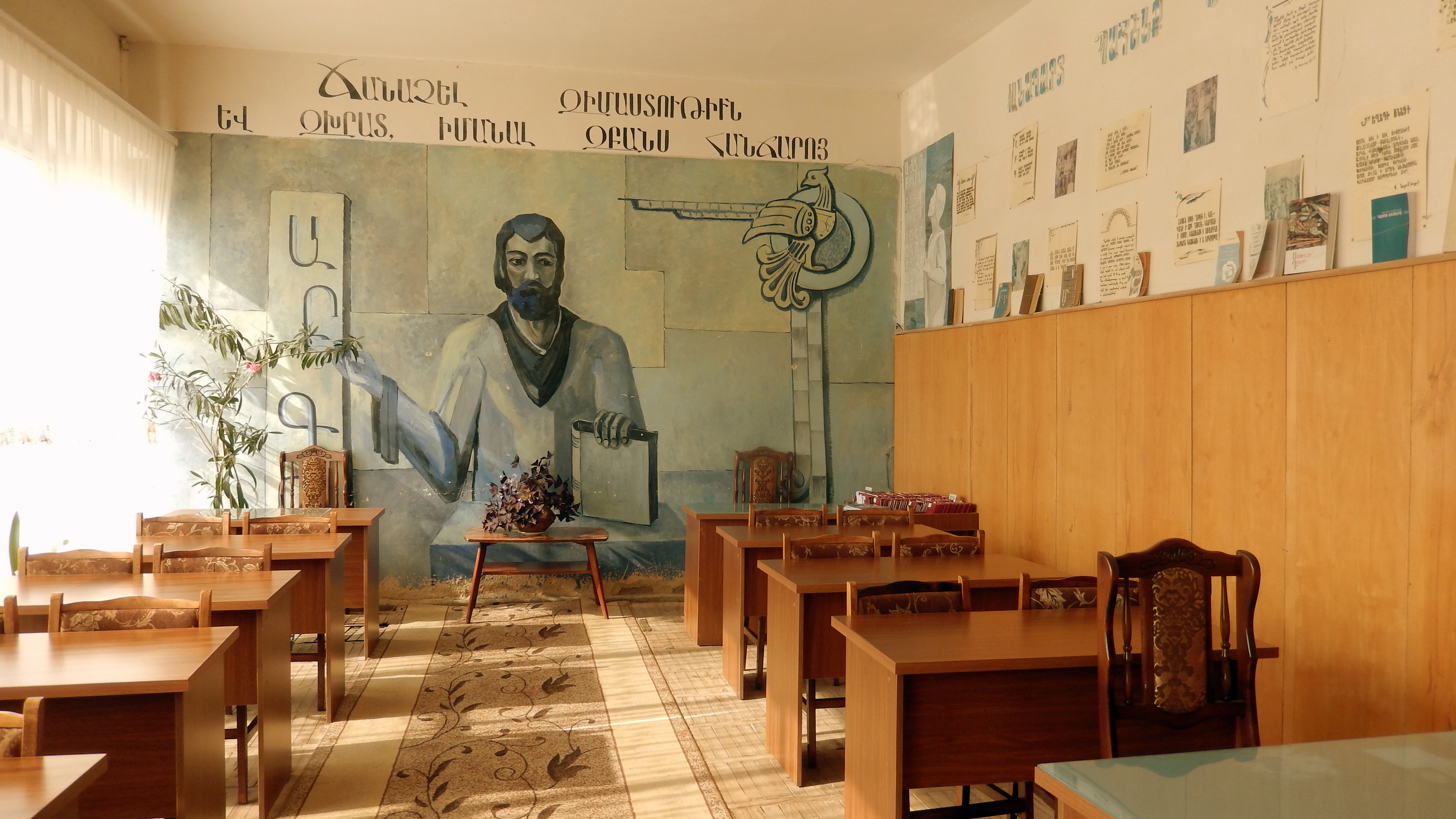
O interior da biblioteca pública de Vedi